# GameCon
GameCon je čtyřdenní neziskový festival nepočítačových her a aktivní zábavy konaný poslední roky vždy předposlední víkend července. Jde také o nejstarší český herní con konaný každoročně od roku 1995 a jeho součástí je i mistrovství ve hře Dračí doupě. V prvních letech festival znamenal především toto mistrovství, ale od roku 2003 se začal profilovat jako multižánrový a s rostoucí nabídkou více typů her a aktivit se postupně stal svého druhu festivalem s nejširší nabídkou v České republice. Soutěžní část festivalu zahrnuje kromě Dračího doupěte také turnaje v různých deskových hrách a akčních aktivitách. Vstup na festival je zdarma, účast na většině aktivit je nicméně hrazena.

## Druhy aktivit
GameCon se zaměřuje na nepočítačové hry a aktivní zábavu. 
S nástupem digitálních technologií do deskových a společenských her se vymezil na hry, jejichž hlavní součást se odehrává ve fyzické realitě mezi hráči a nikoliv v kyberprostoru (viz např. simulátor vesmírné lodi Artemis), u tradičních her je vymezený na hry, které nepatří do běžného mainstreamu (vynechává tedy např. šachy atp.) a které podporují interakci hráčů (čímž vynechává např. hlavolamy). Podobně akční hry a doprovodný program obvykle obsahují aktivity sportovního typu, ale nikoliv tradiční sporty.
Základní okruhy her a aktivit, které GameCon v současnosti pokrývá, jsou: rolové hry (hry na hrdiny a larpy), deskové hry (vč. wargamingu) a akční hry. Tyto jsou konkrétně rozdělené mezi programové linie:
- Otevřená hraní RPG (RPG)
- Mistrovství v Dračím doupěti (RPG)
- Legendy klubu dobrodruhů (RPG, více-skupinové hraní Příběhů Impéria)
- Komorní larpy
- Otevřená deskoherna (deskovky)
- Epické deskovky (ukázková hraní velkých deskovek s instruktorem)
- Wargaming (válečné deskové hry spojené s modelářským hobby)
- Akční pohybové hry (např. paintball, airsoft, lasergame, Capture the flag, Archery game atp.)
- Přednášky a workshopy
- Doprovodný program (koncert, Irské tance, pozorování noční oblohy s výkladem atd.)

## Parcon
V roce 2017 byl GameCon zastřešující (hostitelskou) akcí pro Parcon - nejstarší český con se zaměřením na literaturu a science fiction, na němž se tradičně vyhlašuje i literární Cena Karla Čapka.

## Místa konání
GameCon se v jednotlivých ročnících konal v různých městech, od roku 1995 to byla tato:
- 1995 - Olomouc
- 1996 - Olomouc
- 1997 - původně v Olomouci, přesunuto do Čelákovic
- 1998 - ...doplňte
- 1999 - ...doplňte
- 2000 - ...doplňte
- 2001 - Olomouc
- 2002 - Chotěboř (přidruženo k Festivalu Fantazie)
- 2003 - Olomouc
- 2004 - Olomouc
- 2005 - Olomouc
- 2006 - Olomouc
- 2007 - Pardubice (přidruženo k turnaji v šachu a bridži Czech Open) [4]
- 2008 - Pardubice (přidruženo k turnaji v šachu a bridži Czech Open)
- 2009 - Pardubice
- 2010 - Česká Třebová
- 2011 - Česká Třebová
- 2012 - Mohelnice
- 2013 - Mohelnice
- 2014 - Pardubice [5]
- 2015 - Pardubice
- 2016 - Pardubice
- 2017 - Pardubice
- 2018 - Pardubice
- 2019 - Pardubice
- 2020 - Festival zrušen kvůli pandemii covidu-19
- 2021 - Pardubice
- 2022 - Pardubice
- 2023 - Pardubice
- 2024 - Pardubice
- 2025 - Pardubice